# Staatspokal von Santa Catarina
Der Staatspokal von Santa Catarina (port: Copa Santa Catarina) ist der Fußballverbandspokal des Bundesstaates Santa Catarina in Brasilien. Er wird seit 1990 mit mehreren Unterbrechungen vom Landesverband der Federação Catarinense de Futebol (FCF) ausgerichtet. 
Der Gewinner des Staatspokals qualifiziert sich neben den zwei Bestplatzierten der ersten Liga der Staatsmeisterschaft für den nationalen Pokalwettbewerb von Brasilien, die Copa do Brasil. Hat ein Verein sowohl die Meisterschaft als auch den Pokal in einer Saison gewonnen, erhält der unterlegene Pokalfinalist den Startplatz für die Copa do Brasil. In Zeiten, in denen der Pokalwettbewerb nicht stattfindet, geht sein Startplatz an den Drittplatzierten der ersten Staatsliga. In den Jahren 2007 bis 2010 hat sich der Gewinner außerdem für den südbrasilianischen Superpokal qualifiziert.

## Pokalhistorie

### Gewinner nach Jahren
| - 1990 – Figueirense FC - 1991 – Araranguá EC - 1992 – Brusque FC - 1993 – Criciúma EC - 1994 – nicht ausgetragen - 1995 – Avaí FC - 1996 – Figueirense FC - 1997 – nicht ausgetragen - 1998 – Tubarão FC - 1999 – nicht ausgetragen - 2000 – nicht ausgetragen - 2001 – nicht ausgetragen - 2002 – nicht ausgetragen - 2003 – nicht ausgetragen - 2004 – nicht ausgetragen - 2005 – nicht ausgetragen - 2006 – Chapecoense - 2007 – Clube Náutico Marcílio Dias - 2008 – Brusque FC - 2009 – Joinville EC - 2010 – Brusque FC | 0 | - 2011 – Joinville EC - 2012 – Joinville EC - 2013 – Joinville EC - 2014 – nicht ausgetragen - 2015 – nicht ausgetragen - 2016 – nicht ausgetragen - 2017 – CA Tubarão - 2018 – Brusque FC - 2019 – Brusque FC - 2020 – Joinville EC - 2021 – Figueirense FC - 2022 – Clube Náutico Marcílio Dias - 2023 – Clube Náutico Marcílio Dias - 2024 – Concórdia AC |

### Statistik
| Titel | Verein                      |
| ----- | --------------------------- |
| 5     | Brusque FC                  |
| 5     | Joinville EC                |
| 3     | Figueirense FC              |
| 3     | Clube Náutico Marcílio Dias |
| 1     | Araranguá EC                |
| 1     | Criciúma EC                 |
| 1     | Avaí FC                     |
| 1     | Tubarão FC                  |
| 1     | Chapecoense                 |
| 1     | CA Tubarão                  |
| 1     | Concórdia AC                |